# Diadegma openangorum
Diadegma openangorum là một loài tò vò trong họ Ichneumonidae.